# Coffee Prince
Coffee Prince (hangul: 커피프린스 1호점; RR: Keopipeurinseu 1 Hojeom) és una sèrie de televisió de Corea del Sud del 2007 amb Yoon Eun-hye, Gong Yoo, Lee Sun-kyun i Chae Jung-an. Basat en la novel·la del mateix nom escrita per Lee Sun-mi, es va emetre els dilluns i dimarts de MBC a la franja horària de les 21:55 del 2 de juliol i el 28 d'agost de 2007 que constava de 17 episodis.
El drama retrata la història d'un romanç improbable entre una dona tomboyish, que es vesteix com un home per aconseguir feina, i un magnat de l'imperi alimentari jove. Conté elements homoeròtics, ja que l'home no sap inicialment del veritable sexe de la sara. Aclamat com a èxit per les seves altes qualificacions, el drama va rebre crítiques positives de la crítica i va guanyar diversos premis.

## Repartiment
- Yoon Eun-hye com Go Eun-chan
- Gong Yoo com Choi Han-kyul
- Lee Sun-kyun com Choi Han-sung
- Chae Jung-an com Han Yoo-joo